# Toulicia
Pour les articles homonymes, voir Toulicia.
Genre
Synonymes
Selon GBIF (8 juin 2024)
- Dicranopetalum C.Presl
- Ponaea Schreb.
- Tulicia Post & Kuntze

Toulicia est un genre de plantes à fleurs néotropicale, appartenant à la famille des Sapindaceae, comptant 16 à 19 espèces, et dont l'espèce type est Toulicia guianensis Aubl..

## Description
Toulicia regroupe des petits arbres non ramifiés.
Les feuilles sont dépourvues de stipules, composées pennées, avec une foliole terminale rudimentaire.
Les folioles sont généralement falciformes, opposées ou alternées, entières ou moins souvent dentelées à distance sur la partie distale, avec des pétioles proéminents. 
Les inflorescences sont en panicules terminales ou en thyrses axillaires, avec des fleurs en cincinni latéral.
Les fleurs sont zygomorphes, staminées ou pistillées (plante polygame-dioïque). 
Le calice comporte 5 sépales distincts, inégaux, imbriqués.
Les 4-5 pétales sont distincts, avec un appendice pétaloïde sur la surface adaxiale, les appendices bifides ou marginaux.
Le disque est unilatéral, semiannulaire.
On compte 8 étamines, avec des filets de longueur égale, et des anthères ellipsoïdes, dorsifixes.
L'ovaire est à 3 carpelles, chaque carpelle contenant un seul ovule.
Le style est distal, à 3 branches stigmatiques.
Les fruits se divisent en 3 méricarpes samaroïdes, chacun avec une aile basale et une locule papyracée et gonflée.
Les graines sont brun foncé, subglobuleuses, avec l'embryon avec cotylédon abaxial replié sur le cotylédon adaxial bipliqué,.

## Répartition
Toulicia est un genre néotropical représenté de la Colombie au Paraguay en passant par le Venezuela, le Guyana, le Suriname, la Guyane, l'Équateur, le Pérou, le Brésil, et la Bolivie.

## Liste des espèces
Selon GBIF (31 mai 2024) :
- Toulicia bullata Radlk.
- Toulicia crassifolia Radlk.
- Toulicia elliptica Radlk.
- Toulicia eriocarpa Radlk. ex Hoehne
- Toulicia eriocarpa Radlk.
- Toulicia guianensis Aubl.
- Toulicia laevigata Radlk.
- Toulicia megalocarpa (Turcz.) Radlk.
- Toulicia patentinervis Radlk.
- Toulicia petiolulata Radlk.
- Toulicia pulvinata Radlk.
- Toulicia radlkoferi Ferrucci
- Toulicia reticulata Radlk.
- Toulicia stans (Schott) Radlk.
- Toulicia subsquamulata Radlk.
- Toulicia tomentosa Radlk.

Selon Tropicos (31 mai 2024) (Attention liste brute contenant possiblement des synonymes) :
- Toulicia acuminata Radlk. 1900
- Toulicia anomala Steyerm. 1988
- Toulicia brachyphylla Radlk. 1890
- Toulicia brasiliensis Casar. 1843
- Toulicia bullata Radlk. 1878
- Toulicia crassifolia Radlk. 1878
- Toulicia elliptica Radlk. 1878
- Toulicia eriocarpa Radlk. 1925
- Toulicia guianensis Aubl. 1775
- Toulicia laevigata Radlk. 1878
- Toulicia megalocarpa (Turcz.) Radlk. 1875
- Toulicia patentinervis Radlk. 1912
- Toulicia petiolulata Radlk. 1914
- Toulicia pulvinata Radlk. 1878
- Toulicia radlkoferi Ferrucci 2009
- Toulicia reticulata Radlk. 1914
- Toulicia stans Radlk. 1874
- Toulicia subsquamulata Radlk. 1900
- Toulicia tomentosa Radlk. 1878

## Histoire naturelle

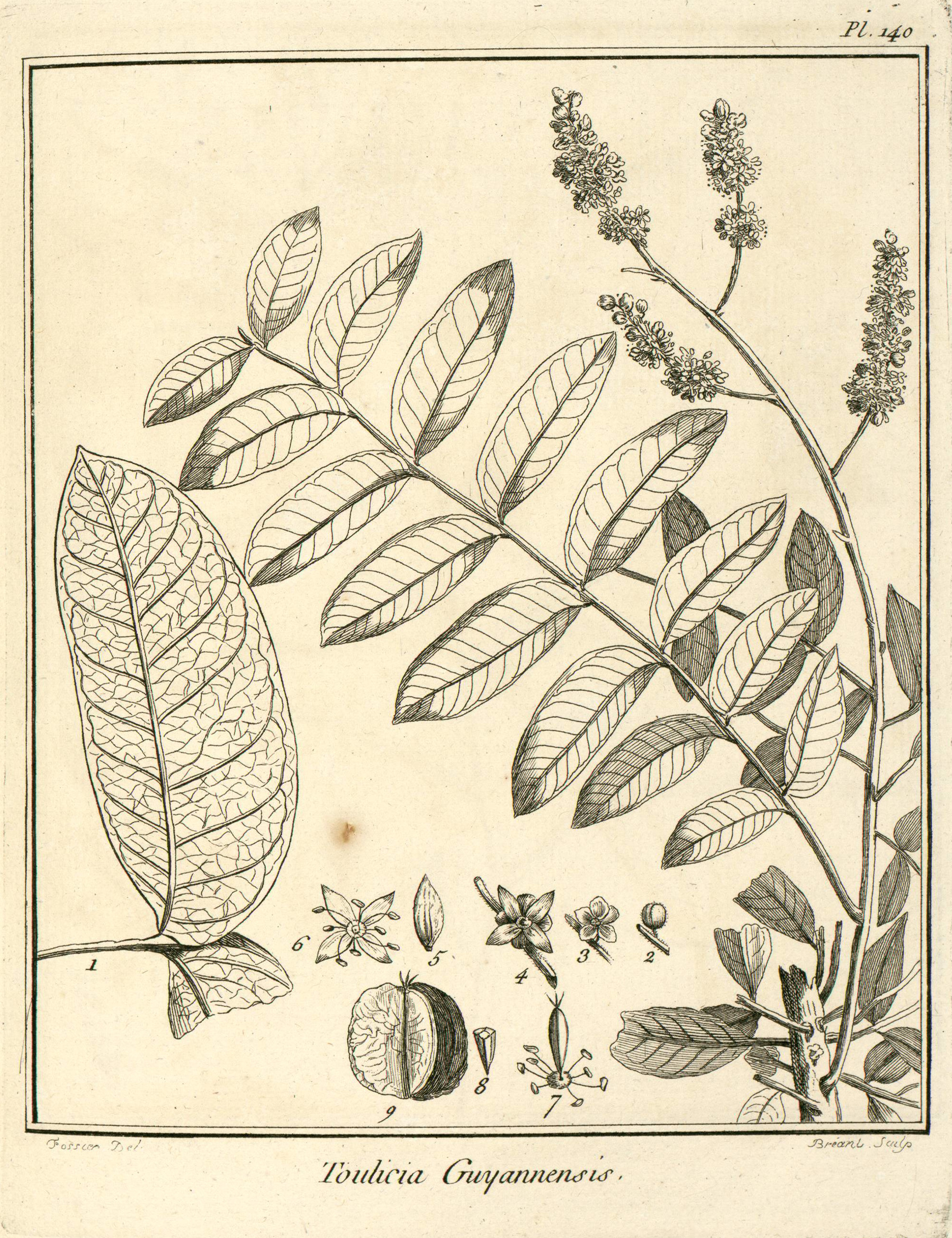
Toulicia guianensis Aublet, Planche 128 accompagnant la description du genre Toulicia par Aublet (1775) Explication de la Planche cent quarantième. - 1. Foliole de grandeur naturelle. - 2. Bouton de fleur. - 3. Calice. - 4. Corolle. Diſque. - 5. Pétale. - 6. Corolle. Diſque. Étamines. - 7. Diſque. Étamines. Piſtil. - 8. Ovaire coupe en travers. - 9. Fruit à trois ailes.

En 1775, le botaniste Aublet propose la diagnose suivante : 

« TOULICIA. (Tabula 140.) 
CAL. Perianthium monophyllum, quinquepartitum, laciniis ſubrotundis, concavis.
COR. Petala quatuor, calice majora, lanceolata, apice villoſo, rubro, diſco piſtilli inſerta.
STAM. Filamenta octo, alternantia minora, diſco inſerta. Antheræ ovatæ, biloculares.
PIST. Germen oblongum, ſubtrigonum, diſco inſidens. Styli tres, breves. Stigmata acuta.
PER. Capsula rufeſcens, tri-alata, trilocularis, iingulis alis bivalvibus.
SEM. ſolitaria, ovata. »

— Fusée-Aublet, 1775.